# Neostenanthera robsonii
Neostenanthera robsonii là một loài thực vật thuộc họ Annonaceae. Đây là loài đặc hữu của Gabon.